# Imre Koncsik
Imre Endre Koncsik (* 22. Juli 1969 in Miskolc) ist ein deutscher Theologe.

## Leben
Er studierte katholische Theologie, Betriebswirtschaftslehre und Philosophie in Würzburg, wo er bei Alexandre Ganoczy promoviert wurde. Im Diözesanarchiv Würzburg arbeitete er von Mai 1993 bis Januar 1994 als Wissenschaftlicher Mitarbeiter. Am Studienseminar Julianum wirkte er von Februar bis Juli 1994 als Erzieher. Von März 1996 bis Februar 2002 war er Wissenschaftlicher Assistent bei Georg Kraus an der Universität Bamberg. Nach der Habilitation, die von Gerhard Ludwig Müller und Peter Neuner begutachtet worden war, lehrte er von April 2002 bis September 2015 als Privatdozent an der LMU München. Von September 2011 bis September 2012 war er gleichzeitig Akademischer Mitarbeiter an der Albert-Ludwigs-Universität Freiburg und von Oktober 2012 bis September 2013 Verwalter des Lehrstuhls für Systematische Theologie an der Leibniz-Universität Hannover. Er unterrichtete als Lehrer für Religion und Ethik u. a. am EU-Gymnasium Kastl und der Schlossschule Neubeuern.
Seit 2014 ist er außerplanmäßiger Professor für Dogmatik an der Hochschule Heiligenkreuz. Seit 2017 leitet er zusätzlich das Akademische Institut für Friedens- und Gerechtigkeitsforschung.
Sein schöpfungstheologischer Forschungsschwerpunkt ist die Philosophie der Physik (Entwicklung von interdisziplinären Konzepten als Basis von Forschungsprogrammen), Quantum Mind, System- und Informationstheorie. Seit 2017 arbeitet er im Bereich quantenbasierter Künstlicher Intelligenz zusammen mit Kollegen an der Entwicklung einer sog. Reverse-Feedback-Technologie und an der komplexen Informationsverarbeitung.

## Publikationen (Auswahl)
- Die Gottesfrage aus anthropologischer Perspektive. Versuch einer Philosophie des Selbstseins. Tectum, Marburg 1995, ISBN 3-89608-904-8.
- Die Ursünde. Ein philosophischer Deutungsversuch (= Beiträge aus der Theologie. Band 1). Tectum, Marburg 1995, ISBN 3-89608-912-9 (Dissertation).
- Fundamentale Ansätze eines Dialogs zwischen Theologie und Naturwissenschaften. Tectum, Marburg 1998, ISBN 3-8288-9021-0.
- Große Vereinheitlichung? Band 1. Trinitarische Fundierung (= Schriftenreihe Theos. Band 42). Kovač, Hamburg 2000, ISBN 3-8300-0203-3.
- Große Vereinheitlichung? Band 2. Die interdisziplinäre Suche nach Grundmustern der Wirklichkeit (= Schriftenreihe Theos. Band 43). Kovač, Hamburg 2000, ISBN 3-8300-0195-9.
- Erlösung durch Opfer? Lang, Frankfurt a. M. u. a. 2000, ISBN 3-631-37159-4.
- Jesus Christus – Mittler des Glaubens an den dreieinigen Gott. Eine ontologische Deutung in Auseinandersetzung mit aktuellen theologischen Positionen. (= Schriftenreihe Theos. Band 51). 2 Bände. Kovač, Hamburg 2001, ISBN 3-8300-0519-9 (Habilitationsschrift).
- als Herausgeber mit Günter Wilhelms: Jenseits, Evolution, Geist. Schnittstellen zwischen Theologie und Naturwissenschaften (= Bamberger theologische Studien. Bd. 20). Lang, Frankfurt am Main 2003, ISBN 3-631-50861-1.
- Jesus Christus gestern, heute und morgen. Eine systematische Darstellung der Christologie des 19. und 20. Jahrhunderts (= Deutsche Hochschuledition. Band 140). Ars Una, Neuried 2005, ISBN 3-89391-140-5.
- Christologie im 19. und 20. Jahrhundert (= Handbuch der Dogmengeschichte. Band III, Faszikel 1e). Herder, Freiburg 2005, ISBN 3-451-00751-7.
- mit Marian Gruber und Wolfgang Wehrmann: Die Wahrheit im Zeitalter interdisziplinärer Umbrüche (= Heiligenkreuzer Schriftenreihe Dies academicus. Bd. 1). Lang, Frankfurt 2010, ISBN 978-3-631-59051-5.
- Synergetische Systemtheorie. Ein hermeneutischer Schlüssel zum Verständnis der Wirklichkeit (= Philosophy in international context. Bd. 4). Lit, Berlin 2011, ISBN 978-3-643-11331-3.
- Interdisziplinäre Studien. Theologie, Philosophie, Wirtschafts- und Naturwissenschaften. Fromm, Saarbrücken 2012, ISBN 978-3-8416-0314-2.
- Theologie, Philosophie und Naturwissenschaften. Ausgewählte Beiträge. Fromm, Saarbrücken 2012, ISBN 978-3-8416-0355-5.
- Der zu erlösende Mensch im Kontext der Wirtschaft. Anthropologische Skizzen (= Studien zur Kirchengeschichte und Theologie. Bd. 6). Schäfer, Herne 2013, ISBN 978-3-944487-08-3.
- Der Geist als komplexes Quantensystem. Interdisziplinäre Skizze einer Theory of Mind. Springer, Wiesbaden 2015, ISBN 978-3-658-07500-2.
- Die Entschlüsselung der Wirklichkeit. Ist das Universum ein Programm und Gott der Programmierer? Springer, Heidelberg 2016, ISBN 3-662-46138-2.
- Quantum Intelligence. Eine Theorie des Geistes. Fromm, Saarbrücken 2016, ISBN 3-8416-0671-7.
- Quantum Mind. Dem Geheimnis „Geist“ auf der Spur. Cuvillier, Göttingen 2017, ISBN 978-3-7369-9541-3.
- Unser Gehirn – ein biologischer Quantencomputer? Cuvillier, Göttingen 2019, ISBN 9783736970014.
- Die Entschlüsselung des Geistes. Auf dem Weg zur echten KI, Cuvillier, Göttingen 2020, ISBN 9783736973114.